# Fours à chaux de la Roque-Genêts
Les fours à chaux de la Roque-Genêts est un ancien ensemble industriel de six fours à chaux situés à La Meauffe près de la Vire. Le site est inscrit au titre des monuments historiques depuis 1992.
De l'autre côté de la Vire, sur la commune de Cavigny, deux fours à chaux appartenant au même complexe industriel font également l'objet d'une protection.

## Historique
Les premiers fours à chaux sont construits vers 1855 en suivant les plans de l'ingénieur Alfred Mosselman. Ils passent sous le contrôle de la Compagnie chaufournière de l'Ouest en 1865, qui leur adjoint quatre autres fours en 1882.
Louis Legoubin, fabricant de chaux installé à Orval, les acquiert vers 1895, et en détruit trois pour les reconstruire selon les plans de ceux de Saussey et d'Orval.
Au sommet des fours, des wagonnets circulent avec la force d'une roue à aubes, tandis qu'une trémie déverse la chaux dans des gabares qui naviguent sur un canal irrigué par la Vire.
Un arrêté du 7 juillet 1992 inscrit au titre des monuments historiques le groupe sud-ouest le long de la Vire, la rampe de chargement, la roue à aubes, la trémie et les wagonnets.

## Espace naturel
Le site des fours à chaux et les anciennes carrières de Cavigny forment le 5e plus important site d’hivernage pour les chauves-souris du département. On y trouve 10 espèces de chiroptères, 6 espèces d'intérêt communautaire et 3 autres d'intérêt patrimonial, dont le grand rhinolophe, le grand murin, le petit rhinolophe, le murin de Bechstein, le murin à oreilles échancrées et la barbastelle.

## Galerie

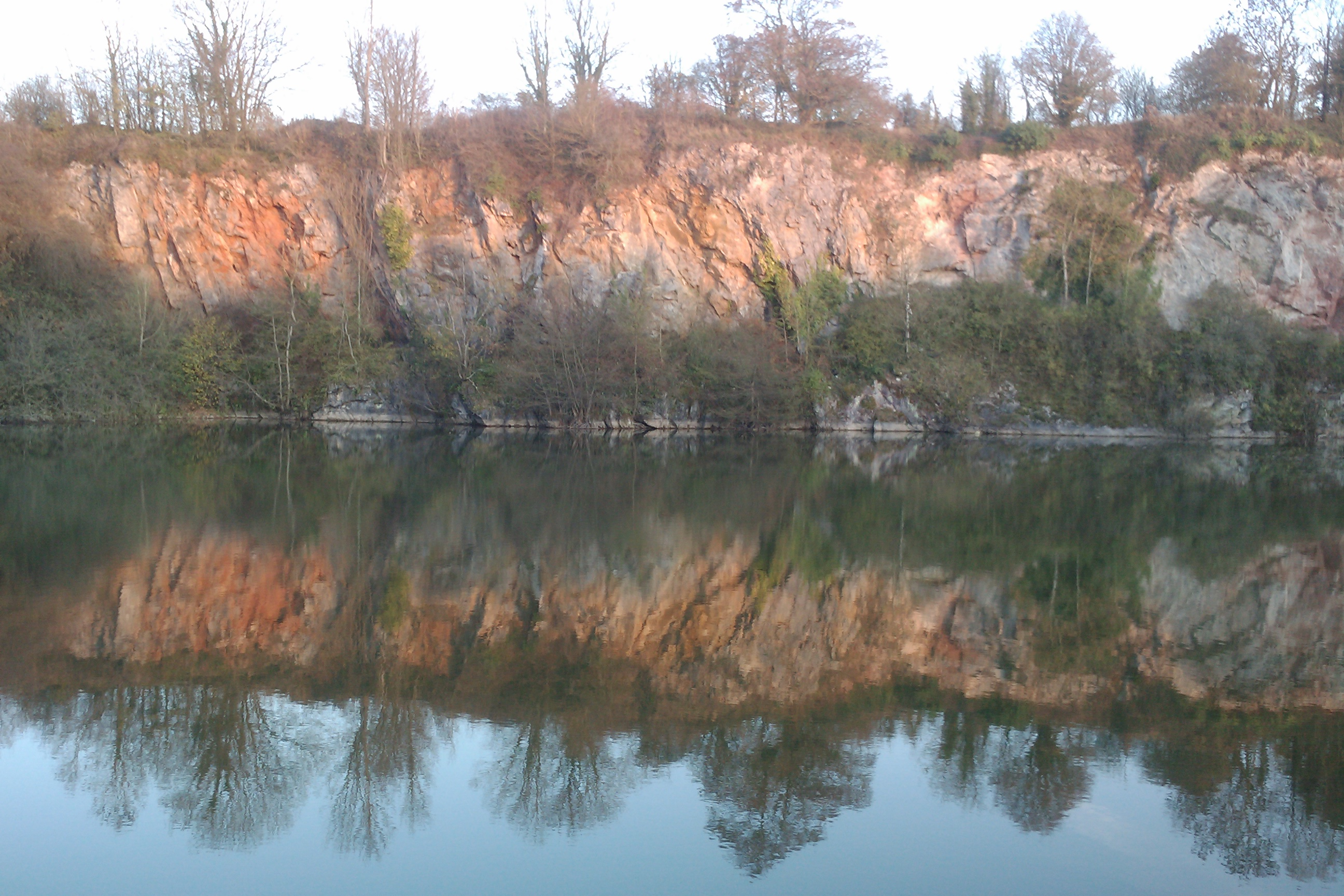
Ancienne carrière de calcaire.
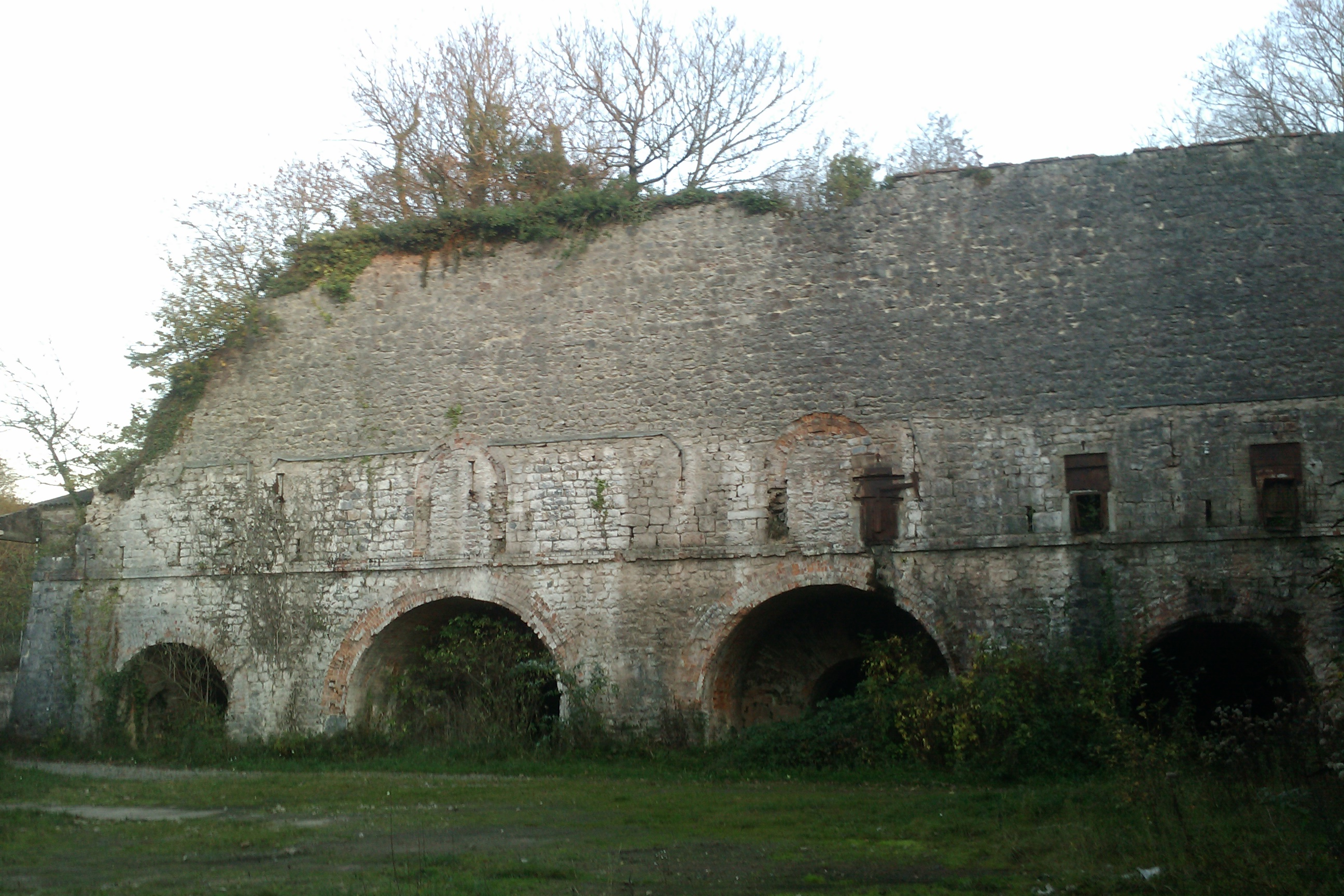
Fours à chaux.
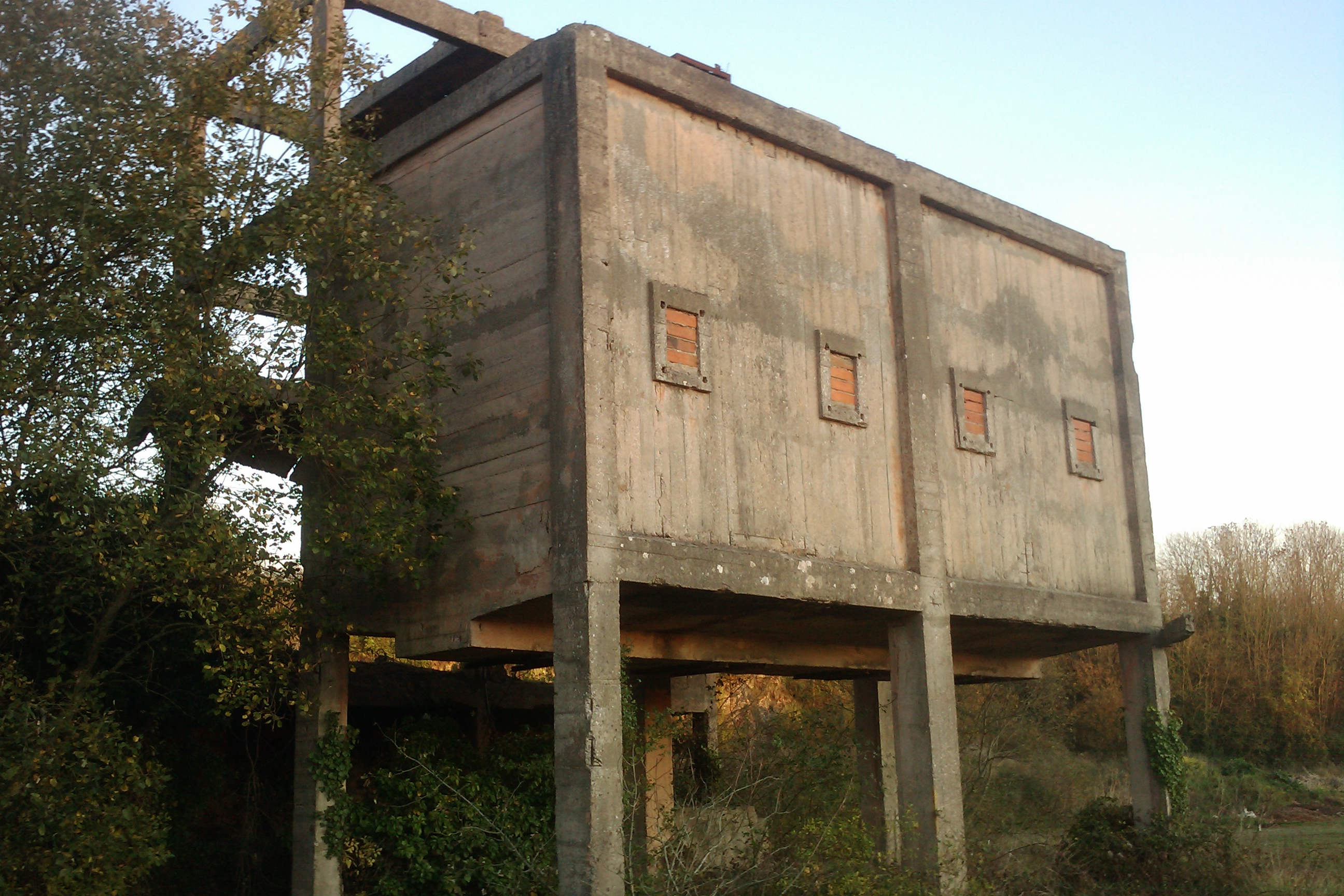
Trémie.
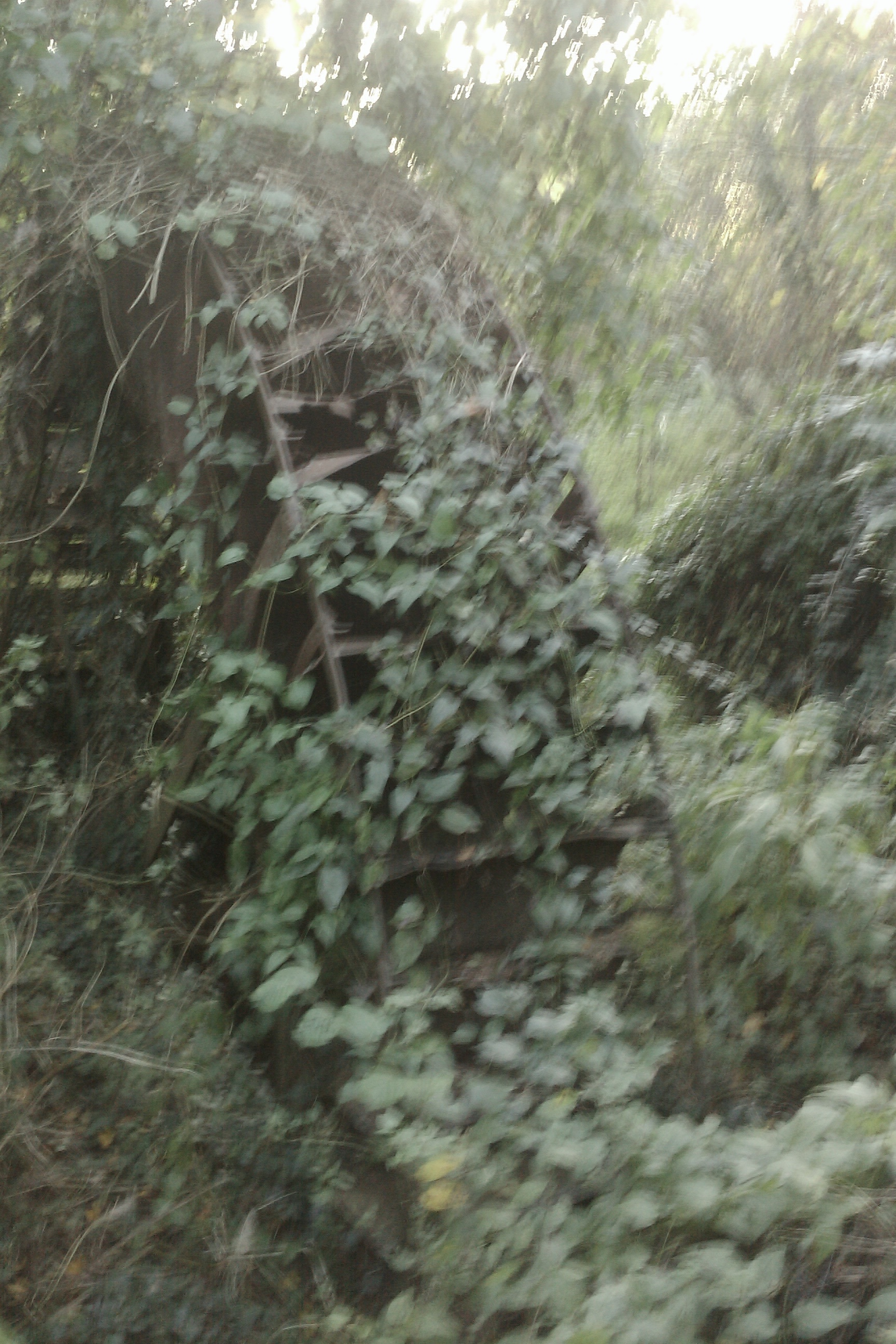
Roue à aubes.